# Salvador Sobral
Salvador Vilar Braamcamp Sobral  röviden Salvador Sobral (Lisszabon, 1989. december 28. –) portugál énekes, a 2017-es Eurovíziós Dalfesztivál győztese. Amar pelos dois című dalával ő képviselte Portugáliát a 2017-es Eurovíziós Dalfesztiválon, Kijevben. Az elődöntőben 370 ponttal, míg a döntőben 758 ponttal végzett az első helyen.

## Életpályája
Tíz évesen részt vett egy televíziós műsorban, a Bravo Bravíssimóban, húsz évesen pedig az Ídolos tíz döntőse között volt. 2016. augusztus 2-án Salvador kiadta debütáló kislemezét, az Excuse Me-t, és ugyanezen a napon azonos című debütáló albumát is. A lemez tizedik lett a portugál albumeladási listán. 2017-ben részt vett a Festival da Cançãón, Amar pelos dois című dalával, melyet meg is nyert így ő képviselhette Portugáliát az Eurovíziós Dalfesztiválon.
Salvador egészségügyi problémákra hivatkozva szünetet tartott karrierjében. 2017 decemberében sikeres szívátültetésen esett át. Állapotjavulásának köszönhetően visszatért a zenei életbe, így a lisszaboni rendezésű Eurovíziós Dalfesztiválon, 2018-ban, is fellépett vendégelőadóként.